# Teoría de ecuaciones

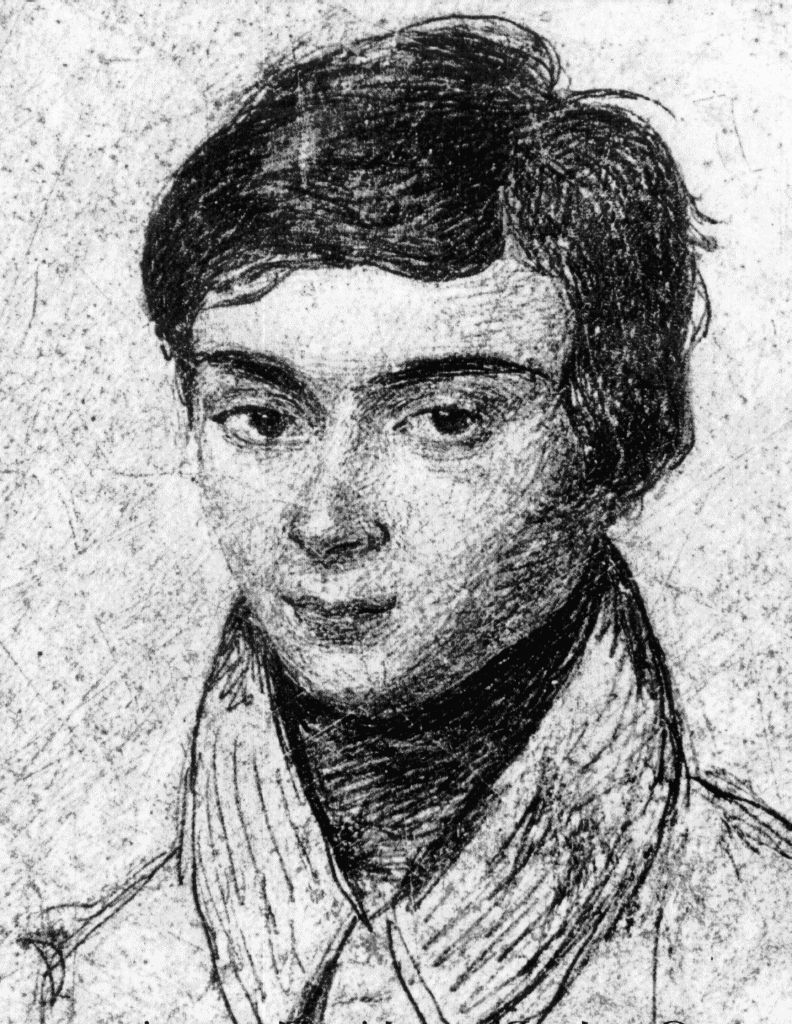
Évariste Galois da una condición necesaria y suficiente para la resolución de una ecuación polinómica con el álgebra, respondiendo así a una interrogante planteada desde hacía milenios.

En matemáticas, la teoría de ecuaciones es un conjunto de trabajos cuyo objetivo principal es la resolución de ecuaciones algebraicas o equivalentes. Tal ecuación se escribe del modo siguiente:
donde X designa la incógnita,. Un número que verifica la ecuación se llama raíz o solución.
La «teoría de ecuaciones» es una expresión frecuentemente utilizada en historia de ciencias. Su estudio remonta a los primeros textos matemáticos conocidos; este primer acercamiento consistía en resolver ecuaciones en las que el grado del polinomio es estrictamente menor que cinco. Durante el Renacimiento y con el estudio de las ecuaciones cúbicas, nuevos tipos de números son introducidos, inicialmente calificados de imaginarios, y después números complejos. Más tarde, estos números intervendrán en la resolución de ecuaciones de segundo grado.
A partir de la Edad Moderna, el polinomio es considerado también una función. Este tratamiento ofrece métodos para determinar el número de raíces reales, para localizarlas, y también permite construir métodos de aproximación tan precisos como se desee. Uno de sus logros es el llamado teorema fundamental del álgebra, según el cual una función polinómica no-constante admite al menos un cero en los números complejos.
Una perspectiva adoptada en el siglo XX, consiste en estudiar el menor conjunto de números estable por las cuatro operaciones y que contiene a la vez coeficientes y raíces de una ecuación dada. Este es el enfoque de la teoría llamada de Galois. Ofrece una condición necesaria y suficiente para saber si una ecuación polinómica se resuelve por las técnicas descritas anteriormente, en caso contrario, deben aplicarse aproximaciones desarrolladas en análisis matemático. Hasta el siglo XIX, la teoría de ecuaciones se confunde con el álgebra, más tarde, y gracias a la teoría de Galois principalmente, el álgebra se extiende para tomar en cuenta nuevas interrogantes. Esta teoría es el origen de vastos dominios de las matemáticas, como la teoría de grupos, la teoría de anillos, la teoría de cuerpos o incluso la geometría algebraica.
Observación: Cuando no se precisa, el término teoría de ecuaciones designa generalmente las ecuaciones polinómicas. Por otra parte, existen numerosas ecuaciones que, sin ser algebraicas, también forman parte de una teoría. El uso requiere que se precise la naturaleza de la ecuación considerada, como en la expresión teoría de las ecuaciones diferenciales. No existe una teoría única que se aplique a todo tipo de ecuaciones, pues forman un conjunto muy heterogéneo.

## Primeros desarrollos

### Egipto y Babilonia
Tan atrás como se remontan a los textos conocidos de matemáticas se encuentran cuestiones que, adaptadas al lenguaje actual, se expresan en forma de ecuaciones algebraicas. En un papiro del antiguo Egipto se lee: «Cuándo el escriba te dice que 10 son los 2/3 y 1/10 se traducirá como {\displaystyle {\tfrac {2}{3}}x+{\tfrac {1}{10}}x=10}». En tanto, los babilonios estudiaron en particular problemas que corresponden a ecuaciones de segundo grado. Su lenguaje era geométrico, el valor que se busca, que actualmente denominamos «{\displaystyle x}», se denominaba «lado» y «{\displaystyle x^{2}}» como «cuadrado», pero su formulación a menudo es puramente algebraica. Se puede leer, sobre una tablilla de arcilla: «He sumado 7 veces el lado de mi cuadrado y 11 veces el área: 6 15», para describir, en la numeración sexagesimal utilizada por los babilonios, la ecuación {\displaystyle 11x^{2}+7x=6(60)+15=375}. El sentido geométrico de la suma de un área y de una longitud es ambigua, sin embargo ningún comentario no sostiene una interpretación puramente algebraica de la cuestión (los números multiplicados y sumados). No se desarrolló ninguna herramienta algebraica, así como tampoco existió ninguna incógnita que se pueda determinar con la ayuda de un método de cálculo. Los egipcios resolvieron la ecuación del primer grado por tanteo, con la ayuda del método de la falsa posición y los babilonios disponían de algoritmos sin otra justificación que la empírica, es decir que finalmente el valor encontrado es la solución buscada.
Se tuvo que esperar más de dos milenios para encontrar un esbozo de una verdadera «teoría». Fue desarrollada de forma independiente por tres culturas matemáticas: Grecia, la civilización árabe y la India. Diofanto, un matemático del siglo III, formaliza la «arithme», una letra que él define de la siguiente manera: «El número que posee una cantidad indeterminada de unidades se llamará arithme, y su marca distintiva es {\displaystyle \sigma }. Como aclaró más adelante el arithme se suma y se multiplica; la inversa del arithme multiplicada por el bicuadrado del arithme da el cubo de la arithme». Esto significa, en lenguaje actual, la inversa de {\displaystyle x} multiplicada por {\displaystyle x^{4}} y que el resultado es igual a {\displaystyle x^{3}}. Este paso permite una verdadera formulación matemática de la ecuación y, sobre todo, una forma de resolverlo. En el siglo VIII, antes de que la obra de Diofanto fuera traducido al árabe, el matemático de origen persa Al-Khwarazmí desarrolló una idea análoga. Su incógnita se llamaba «say». Una vez más, el nuevo formalismo ofrece un medio de resolución de la ecuación. R. Rashed comenta al respecto: «[Con Al-Khwarazmí] la noción base es la noción de ecuación, que puede cubrir una clase infinita de problemas, geométricos o aritméticos: la unidad ya no es el objeto sino que lo es la operación misma». La misma idea también está presente en el matemático indio Bhaskara II y queda recogida en su obra titulada Bījagaṇita.

### Álgebra árabe
A menudo se considera que el matemático Al-Khwarazmí fue el fundador de la rama de las matemáticas llamada álgebra. Desde el punto de vista de la etimología, el título de su tratado sobre las ecuaciones: «Kitab al-jabr wa al-muqabala» utiliza el término «al-jabr», que ha derivado en la palabra álgebra. En árabe, al-jabr indica transformar una sustracción de un miembro en una adición al otro miembro,  con el objetivo de obtener únicamente los coeficientes positivos. Por ejemplo: {\displaystyle 2x^{2}+100-20x=58}, siguiendo este procedimiento, se transforma en {\displaystyle 2x^{2}+100=58+20x}. Dahan-Dalmedico y Peiffer precisan que el trabajo de Al Khwarazmí se puede concretar en el nacimiento de una teoría referente a las ecuaciones cuadráticas, así como en el conjunto de los números positivos (casi siempre racionales), teoría que implica todavía algunas lagunas. No es solo la etimología lo que justifica esta adjudicación a Al Khwarazmí puesto que él se interesó por todas las ecuaciones de segundo grado, mientras que Diofanto solo intentó resolver algunos casos particulares, con soluciones de enteros o racionales. Al Khwarazmí desarrolló un proceso más sistemático, el objeto de su tratado es ofrecer un método que permita encontrar con certeza una solución de la ecuación, si ésta existe.
Los progresos en teoría de ecuaciones no se detienen con Al Khwarazmí. Él representa el origen de una escuela matemática que se desarrolla a lo largo de varios siglos. Su discípulo Abu Kamil disipa una primera limitación. Al principio, las ecuaciones que se estudian son casi siempre con coeficientes racionales; Abu Kamil generalizó el estudio de los coeficientes irracionales. La concepción inicial del número en los árabes es heredada de los griegos y se limita a las fracciones. Los tamaños inconmensurables, que corresponden a nuestros irracionales, son proporciones entre longitudes pero no poseen el estatus de número. Al Khwarazmí los denominó «gidr asamm», que significa raíz muda o ciega. Dos siglos más tarde, para matemáticos como Omar Khayyam, las fracciones y las proporciones inconmensurables son tratadas en los cálculos de la misma manera. Los dos conceptos se denominan «al-Adad», que significa número (los racionales se designan por el término «al-Adad al muntiqa» y los irracionales «al-Adad al-suma»), y la diferencia es más que filosófica.
Posteriormente se desarrollaron herramientas específicas que permitieron un cálculo más sencillo de las multiplicaciones de polinomios. As-Samawal logró desarrollar con ello una representación cercana al concepto moderno de polinomio formal.

## Geometría al servicio del álgebra
La geometría, y particularmente la de los Elementos de Euclides, juega un papel fundamental en esta álgebra naciente. En el caso de una ecuación de segundo grado y después de dividir entre el coeficiente del monomio de segundo grado, el monomio del segundo grado puede ser visto como el área de un cuadrado cuyo lado es la incógnita que se busca. En el caso de la ecuación de primer grado, se interpreta el término del primer grado como el área de un rectángulo cuyas dimensiones son la incógnita y el coeficiente del monomio, la constante se interpreta como el área un cuadrado perfectamente determinado. Este enfoque permite a Euclides resolver problemas de primer y segundo grado. El enfoque del análisis de los árabes es diferente puesto que intentan resolver una ecuación, en este caso particular, del segundo grado. Sin embargo el núcleo de la demostración es el mismo: un análisis de una configuración geométrica, construida sobre la base de un gnomon. De manera metódica, el estudio del gnomon permite establecer las tres identidades notables fuente de la resolución de las ecuaciones de segundo grado.
El enfoque utilizado para extender la teoría naciente de las ecuaciones en la ecuación cúbica también es geométrico, pero esta vez con herramientas un poco diferentes. Al Khayyam se fijó que es posible interpretar la raíz de la ecuación cúbica como la abscisa de la intersección de una circunferencia y de una parábola, lo que muestra ya el uso de lo que se dirá más tarde como una referencia cartesiana y permitirá observar la posible existencia de varias soluciones. Dos siglos más tarde, aprovechando los progresos tanto algebraicos como geométricos, Nasser-ad-Din at-tosa desarrolló diversas herramientas en el marco de la ecuación cúbica. El discriminante le posibilitó conocer la existencia de raíces positivas en ciertas situaciones, la derivación formal le permitió localizar las raíces y obtener un método numérico, que es una variante de lo que se denomina método de Ruffini-Horner, el cual permite obtener una aproximación de la raíz con una precisión tan grande como se quiera.

## ElsigloXVIen Europa

### Difusión desde Italia

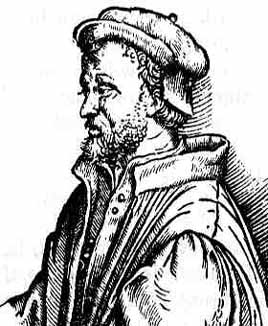
Gerolamo Cardano generalizó la fórmula de Tartaglia, en esta generalización usa los números imaginarios para resolver casos que hasta entonces se calificaban de irreductibles.

A principios del siglo XVI, a través de los textos de Fibonacci e, incluso, la Summa de Arithmetica, Geometría, Proportioni te Proportionalità (Venecia, 1494) de Luca Pacioli, la ciencia y la cultura de influencia italiana tuvieron acceso a la esencia del saber árabe. Los matemáticos de entonces se apasionaron por el álgebra y, sobre todo, por un problema que había quedado abierto: encontrar un método general y exacto de resolución de la ecuación cúbica. Por la expresión «exacta», se entiende una forma diferente de una sucesión que converge hacia la raíz. Estos matemáticos buscaron una expresión análoga a la de Al Khawarizmi o a la de Savasorda por la de segundo grado que, con la ayuda de raíces cuadradas o cúbicas, llegara a dar la solución.

La competición áspera que reinó entre los diferentes matemáticos estimuló a los candidatos y promovieron la aparición de ideas nuevas. Scipione del Ferro, en relación con la ecuación {\displaystyle x^{3}+ax=b}, encontró como fórmula de resolución:
La fórmula debería suscitar el asombro de la época. Un cálculo algebraico en aquella época todavía debía quedar justificado por un soporte geométrico. Un número coge su justificación de una longitud, de un área o de un volumen. El signo {\displaystyle -} no tiene sentido más que si una longitud se sustrae de una más grande. En la solución que propone del Ferro, se recorta una «longitud» de otra longitud más pequeña. En esa época, el objetivo era superar desafíos, es decir, resolver ecuaciones particulares; el rigor del método importa poco, en tanto que finalmente sea posible verificar el resultado reemplazando en la ecuación «{\displaystyle x}» por la presunta solución.
Todavía se seguía sin resolver una cuestión: «¿Cómo resolver la ecuación {\displaystyle x^{3}+a=bx}?» Esta vez, el método parecía impracticable ya que el tamaño negativo que aparece debería corresponder a la superficie de un cuadrado (en el sentido geométrico del término). Tartaglia, uno de los especialistas de la época en la materia, calificó la ecuación de «irreductible». Fue finalmente Cardano quien encuentra la solución; bastaba con no detener los cálculos. Estos extraños términos acabaron por desaparecer. Por ejemplo, aplicando identidades notables como:
Con estas aportaciones, se franquea una nueva etapa. Si bien el significado preciso de la expresión {\displaystyle {\sqrt {-1}}} quedó misteriosa, se descubrió la idea de hacer referencia a un conjunto de números más grandes para resolver una cuestión de la teoría de ecuaciones. En 1540, un alumno de Cardano, Ludovico Ferrari, resolvió la ecuación de cuarto grado. Bombelli propuso un formalismo que admitía la existencia de números negativos e imaginarios. Su influencia, comprobable por los comentarios de Steven o la correspondencia entre Leibnitz y Huygens, fue duradera.

### Teoría de las ecuaciones moderna
El comienzo de una verdadera teoría de ecuaciones se atribuye generalmente a Viète, matemático francés de finales del siglo XVI. Si bien todavía se niega a incorporar los avances de Bombelli —es decir, los números negativos y los números «imaginarios»—, obtiene tres resultados fundamentales que se pueden resumir en el uso de letras para representar variables y coeficientes y los sistemas de coordenadas. El resultado más celebrado es probablemente lo que él llamaba la «lógica especiosa» y que actualmente se califica de cálculo utilizando letras. Viète categorizó en dos grupos el uso de las letras en matemáticas:
- En relación con el álgebra, el uso de las letras se extiende y se perfecciona en Europa en el transcurso del siglo XVI,[25] pero ya existía en la obra de Diofanto: una letra se suma o se multiplica y juega el papel de incógnita en una ecuación. En geometría, este uso ha sido habitual ya desde la antigüedad, una letra designa un tamaño o un objeto no especificado, un punto, una recta, una distancia entre dos puntos sobre una figura, etc. Los principios generales de resolución de las ecuaciones no podían ser establecidos más que con la ayuda de la geometría, como el uso de gnomones para las identidades notables, después ilustrados con ejemplos de ecuaciones polinómicas con coeficientes numéricos, que Viète consideró que pertenecían a la «lógica de los números».
- Viète introduce una segunda categoría de letras para los coeficientes. Estos son también valores que se consideran como fijados, incluso si no se les conoce, es el que ahora se llama un parámetro. Transportando al álgebra una antigua costumbre geométrica, Viète crea la «lógica especiosa». Este nuevo enfoque significa considerar una ecuación como una expresión del tipo: ax2 + bx = c; de hecho, poder resolver esta ecuación es poder ser capaz de resolver todas las ecuaciones de segundo grado. Un único caso general de lógica especiosa permite tratar un sinfín de casos particulares procedentes de la lógica de los números.

La segunda aportación de Viète consiste en el desarrollo de un lenguaje simbólico que permitía expresar de forma más simple cualquier expresión polinómica. Las ideas de Viète permitieron una expresión más límpida que la de sus predecesores. Su vocabulario, en parte, ha resultado lo suficientemente moderno; de hecho, a él se le debe la incorporación de los términos «coeficiente» y «polinomio». Este formalismo permitió expresar los primeros resultados generales, en el sentido de que son independientes del grado del polinomio, como la relación entre los coeficientes y las raíces de un polinomio. El sistema de notaciones de Viète es retomado por Fermat y Descartes para convertirse, en palabras de Nicolas Bourbaki, en «un sistema que con pocas diferencias, es el que utilizamos actualmente». Estos trabajos permiten una inversión de la jerarquía matemática. Hasta Viète, la teoría de las ecuaciones era necesariamente una emanación de la geometría. El único método genérico de demostración se basaba en la obra Elementos de Euclides, y los cálculos claves, tales como las identidades notables, que se establecían con la ayuda de consideraciones geométricas. El cálculo con letras permitió liberar el álgebra de estas restricciones. Gracias a Descartes, el álgebra, con la implementación de una referencia cartesiana, se convirtió en una máquina que permitió demostrar teoremas geométricos. Es una «extensión de la lógica, desprovista de toda significación por sí misma, pero indispensable para el manejo de las cantidades, y, en cierto sentido, más fundamental incluso que la geometría».